# Düsseldorfer Wanderbund
Der Düsseldorfer Wanderbund, auch Düsseldorfer Wanderbund von 1881, ist ein im Jahr 1881 in Düsseldorf gegründeter Zusammenschluss von männlichen Privatpersonen mit dem Ziel, organisierte Wanderungen in der Region Düsseldorf durchzuführen, und damit eine  der ältesten Gruppen der deutschen Wanderbewegung.

## Geschichte und Vereinsleben

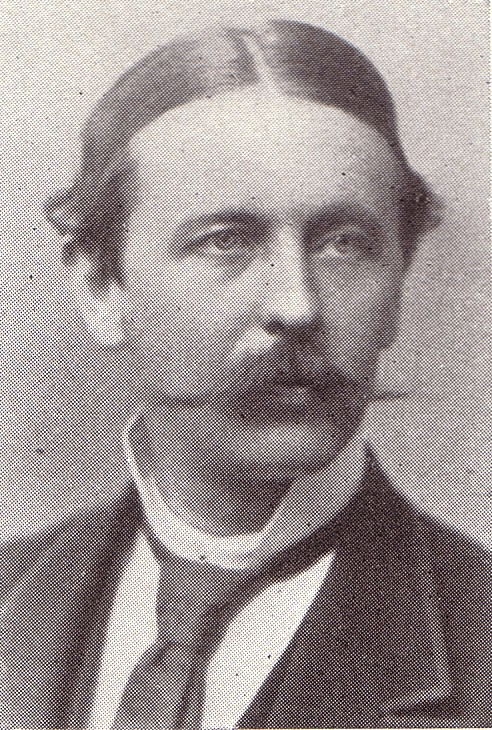
Emil Hartwich, Foto 1886

Gründer des Wanderbunds war der Düsseldorfer Amtsrichter Emil Hartwich, der 1881 mit der kulturkritischen Schrift Woran wir leiden betont hatte, dass Körperertüchtigung einen wesentlichen Beitrag zur Förderung von Volk und Jugend leisten kann. Unterstützt wurde Hartwich durch den Düsseldorfer Oberbürgermeister Wilhelm von Becker. Die erste offiziell dokumentierte Wanderung wurde am 18. März 1882 von Gerresheim über Haus Morp und Erkrath nach Hilden durchgeführt. Unter dem Motto „Keinerlei Unwetter hindert“ fanden fortan das ganze Jahr hindurch Wanderungen des Wanderbunds regelmäßig an Samstagen statt.
Zur Zeit seiner Entstehung war der Wanderbund durch Personalunionen sowohl mit dem Liberalen Verein als auch mit dem Düsseldorfer Ruderverein 1880 sowie durch Hartwichs und Beckers Beziehungen mit der Düsseldorfer Justiz und Verwaltung verflochten. Bis zum Ersten Weltkrieg blieb der Düsseldorfer Wanderbund ein Spiegelbild der Düsseldorfer Oberschicht, weil seine Mitglieder sich im Wesentlichen aus Staatsbeamten, Juristen, Offizieren, Fabrikanten, Malern und Lehrern rekrutierten. In der Zeit der Weimarer Republik öffnete sich der Wanderbund gesellschaftlich für breitere Schichten, blieb aber ein Männerbund. Ein begeistertes Mitglied aus der frühen Phase der Wanderbundgeschichte war der Schriftsteller Herbert Eulenberg, der 1910 ein Wanderbuch rund um Düsseldorf herausgab.
Der Wanderbund besteht bis heute aus einer größeren Gruppe ausschließlich von Männern, von denen sich einige an Mittwochnachmittagen zu Wanderungen – „gemeinsamer Bewegung in der Natur und Kultur“ – treffen, meist über Strecken zwischen acht und zwölf Kilometern. Wandergebiete sind hauptsächlich die Düsseldorfer Umgebung sowie geschichtlich und kulturell interessante Düsseldorfer Stadtviertel. Regelmäßig klingen die Wanderungen mit gemeinsamem Gespräch, Essen und Trinken in einem Speiselokal aus. Der Wanderbund wird von einem Vorstand geleitet, der „Baasschaft“ genannt wird. Bis heute sind über 7500 Wanderungen dokumentiert. 1984 verlieh Bundespräsident Richard von Weizsäcker dem Wanderbund die Eichendorff-Plakette.
In Anerkennung der volks- und sportpädogischen Verdienste Hartwichs, dessen tragische Liebesbeziehung zu Elisabeth von Ardenne dem Schriftsteller Theodor Fontanes den literarischen Stoff für den Roman Effi Briest geliefert hatte, benannte die Stadt Düsseldorf eine Straße im Stadtteil Oberkassel in Hartwichstraße. Zudem eröffnete die Stadt mit dem Wanderbund einen Hartwich-Wanderweg im Grafenberger Wald, wo auch eine Tafel auf seine historische Bedeutung aufmerksam macht. 2018 brachte der Düsseldorfer Wanderbund mit den Düsseldorfer Jonges gemeinsam eine bronzene Hartwich-Gedenktafel am alten Amtsgerichtsgebäude in der Altstadt an.